# Myllykoski (quartier)

Myllykoski est un quartier et une zone statistique d'Anjalankoski à Kouvola en Finlande .

## Description
Myllykoski, abrite l'église de Myllykoski, qui est le plus haut édifice de Kouvola.
L'église est un mètre plus haute que la Tour Hansa.
Au bord du fleuve Kymijoki, est construite la centrale hydroélectrique de Myllykoski.
Le stade de football de Saviniemi est le terrain de l'équipe Myllykosken Pallo-47.
La gare de Myllykoski est sur la ligne Kotka-Kiuvola.
Le trajet en train entre Myllykoski et la gare de Kouvola dure environ 10 minutes.
La gare de Kotka est à 30 minutes et la gare d'Inkeroinen à 6 minutes.
Les quartiers voisins sont Inkeroinen, Sippola, Kiehuva, Aitomäki, Utti et Koria.

## Galerie

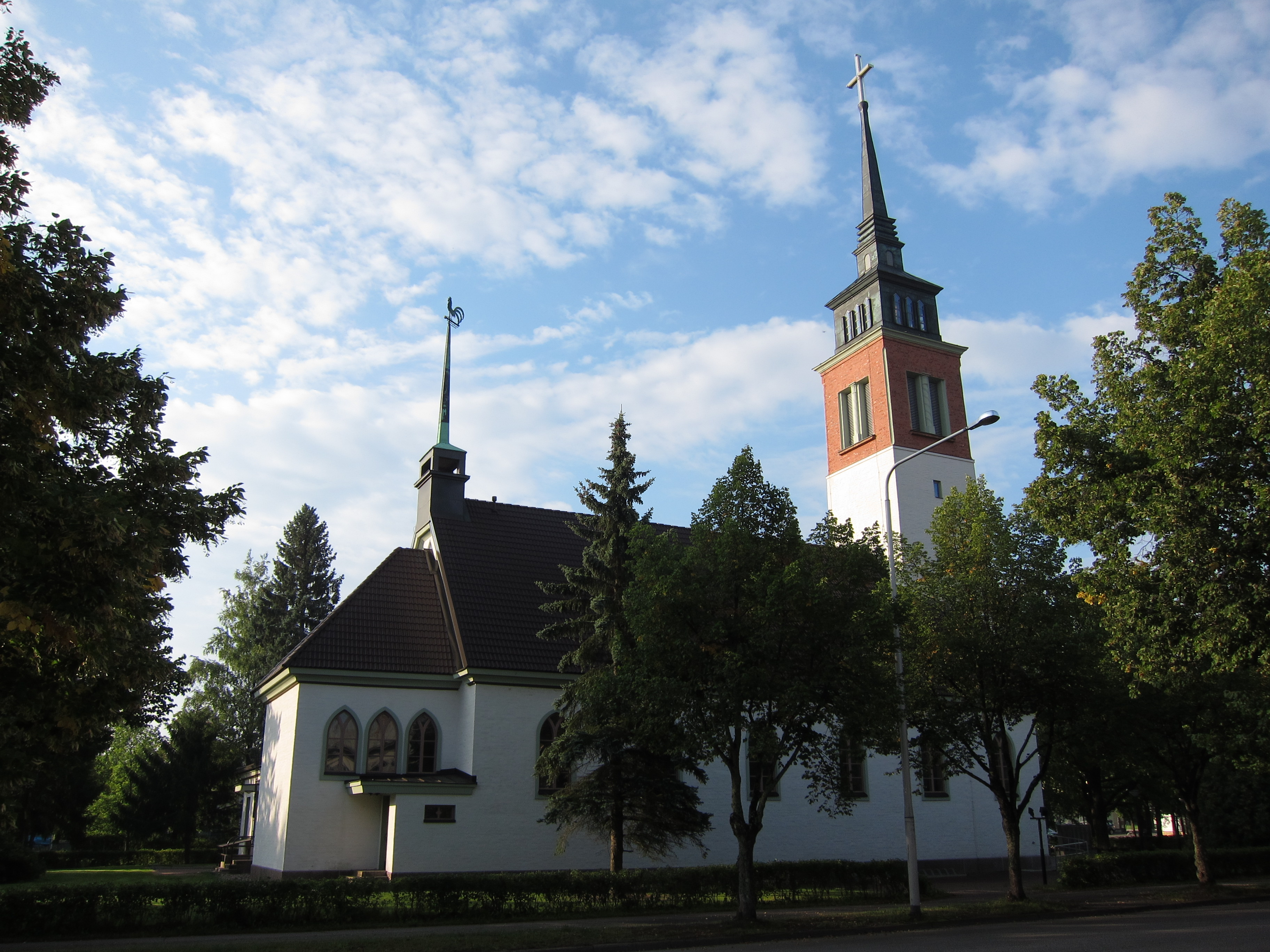
Église de Myllykoski
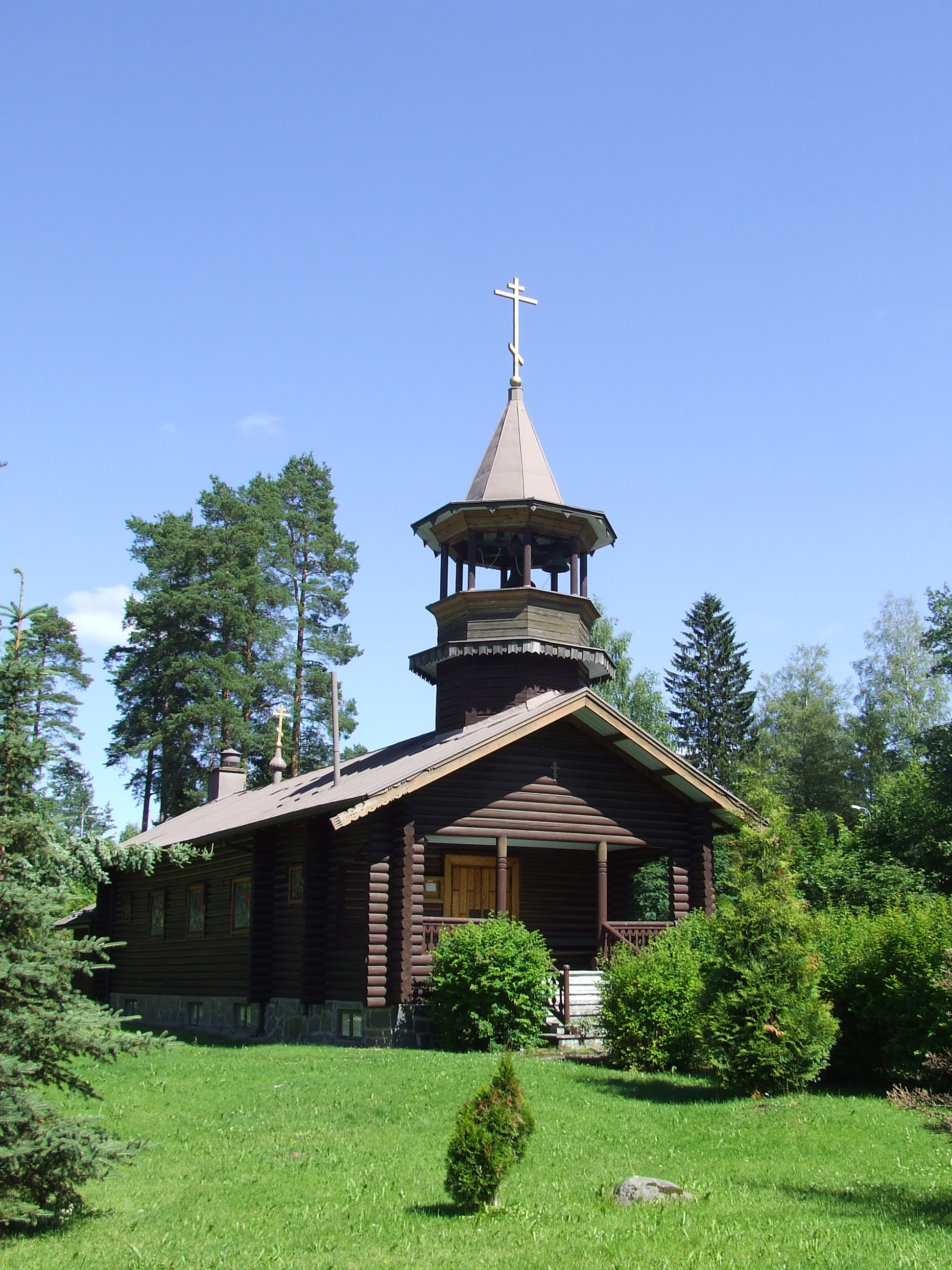
Chapelle orthodoxe.